# Ligue internationale contre le racisme et l'antisémitisme
Pour l’article ayant un titre homophone, voir Lycra.
Pour les articles homonymes, voir Ligue.
La Ligue internationale contre le racisme et l'antisémitisme (LICRA) est une association française non gouvernementale luttant contre le racisme et l'antisémitisme en France, mais également sur le plan international. Elle est fondée en 1929 sous le nom de « Ligue internationale contre l'antisémitisme » (LICA). Son siège est situé à Paris. Elle est dirigée par Mario Stasi, élu en 2017 à la tête du bureau exécutif. Mario Stasi est « le premier président non juif d’une association accusée, à gauche, d’être trop inféodée à la communauté juive ».

## Histoire

### Origine: l'affaire Petlioura (1926-1927)
Le 25 mai 1926, le militant révolutionnaire (anarchiste) Samuel Schwartzbard abat de sang-froid à Paris le leader nationaliste ukrainien Symon Petlioura, qu'il juge responsable des pogroms organisés en Ukraine à l'époque où il y était actif.
Bernard Lecache (1895-1968), issu d'une famille juive d'Ukraine, exclu du Parti communiste en 1923 (il rejoindra par la suite la SFIO), suit le procès en tant que journaliste au Quotidien. Voulant apporter son aide à Samuel Schwartzbard, il se lance dans une campagne médiatique et fonde un groupement, la Ligue contre les pogroms.

### Présidence de Bernard Lecache (1927-1968)
Après l'acquittement de l'accusé, le groupement, organisé en association, devient en 24 février 1929 la Ligue internationale contre l'antisémitisme (LICA). Des personnalités influentes et d'origines politiques diverses y adhérent : Victor Basch, Séverine, Pierre Bonardi, Paul Langevin, Maxime Gorki, Léon Blum, Lazare Rachline, la comtesse de Noailles, Georges Zérapha, Georges Pioch, Edmond Fleg, André Spire, Albert Einstein. Une de ses premières tâches est de cartographier les pogroms en Europe.
En 1932, le nom devient Ligue internationale contre le racisme et l'antisémitisme mais le sigle LICA est conservé. Le sigle LICRA n'est adopté qu'en 1979.

#### Années 1930
Dès 1931 la ligue compte 10 000 adhérents répartis en sections d'arrondissements et de villes et en fédérations départementales à travers toute la France et constitue une force incontournable dans la bataille des ligues en février 1934 et après.
La lutte contre le nazisme
La LICA accorde aussi une importance au combat contre le nazisme, au pouvoir en Allemagne à partir de janvier 1933. Bernard Lecache est très tôt sur une ligne de grande fermeté qui fait de lui un « belliciste » aux yeux des pacifistes et de l'extrême droite. Cette période est marquée par la prise de position pour le boycott des Jeux olympiques de 1936 (d'hiver en février, d'été en août), mais aussi par deux affaires qui rappellent les origines-mêmes de la Ligue et dans lesquelles elle intervient par des meetings et une assistance juridique :
- l'assassinat à Davos du nazi Wilhelm Gustloff par le Yougoslave David Frankfurter (4 février 1936) ;
- l'assassinat à Paris du diplomate allemand Ernst vom Rath par le Polonais Herschel Grynszpan (9 novembre 1938) qui est l’élément déclencheur de la nuit de cristal.

Dans le cadre de cette dernière affaire, Bernard Lecache et les autres responsables de la Ligue, notamment l'avocat Vincent de Moro-Giafferi, se confrontent au cœur du système nazi, notamment au juriste Friedrich Grimm qui surveille le déroulement de l'instruction.
Juste avant la Seconde Guerre mondiale, la ligue compte près de 100 000 adhérents.

#### Seconde Guerre mondiale
La drôle de guerre (septembre 1939-juin 1940)

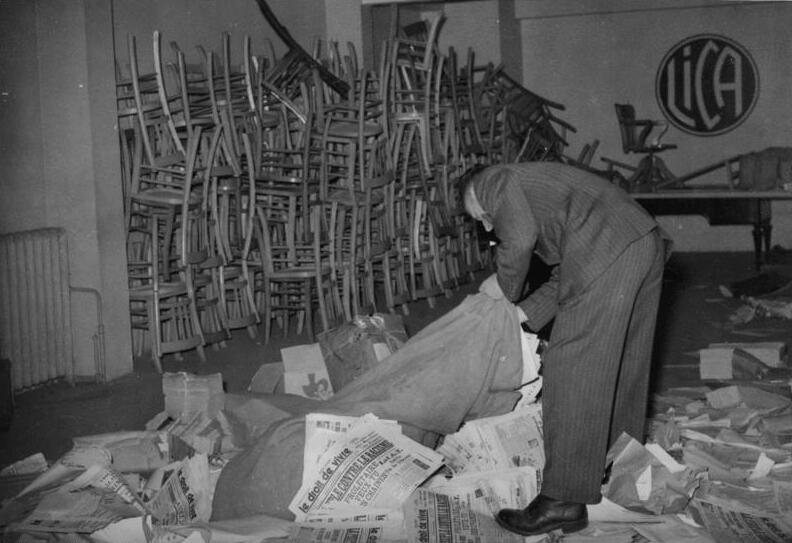
Les bureaux de la LICA pillés et occupés par le Rassemblement national populaire (RNP) en 1941.

Quand la Seconde Guerre mondiale éclate, de nombreux militants de la LICA sont mobilisés, beaucoup partent comme volontaires pour la durée des hostilités. Le procès de Grynszpan, prévu pour septembre 1939, est ajourné pour la durée des hostilités, l'accusé étant maintenu en détention.
L'Occupation et le régime de Vichy
Après l'armistice (22 juin) et l'arrivée au pouvoir de Pétain et Laval (10 juillet), la LICA est dissoute par les autorités de Vichy. Cependant, un certain nombre d'anciens membres comme Simon Sabiani, René Belin, François Chasseigne, Victor Margueritte ou des proches comme Paul Chack,et José Germain se rallient au régime de Vichy, fait que Bernard Lecache cherchera à passer sous silence par la suite. Simon Epstein dans ses ouvrages Les Dreyfusards sous l'Occupation et Un paradoxe français montrera la singularité des parcours de ces "antiracistes" de l'entre-deux-guerres ayant dérivé vers la Collaboration.
Les locaux de la Ligue sont mis à sac et les documents encore présents sont saisis par la police, comme dans d'autres organisations ; en 1942, ceux qui concernent l'affaire Grynszpan sont utilisés pour un livre de propagande antisémite écrit par Friedrich Grimm, affecté depuis 1940 à l'ambassade d'Allemagne à Paris (Abetz), mais publié sous le nom de « Pierre Dumoulin », L'Affaire Grynspan (sic), dans lequel sont aussi évoquées les affaires Schwartzbard et Frankfurter.
La Ligue se reconstitue dans la clandestinité pour venir en aide aux victimes des lois anti-juives, en leur trouvant des caches en province, en leur fournissant des faux papiers d’identité, en créant des réseaux d’évasion vers la Suisse, l'Espagne et l'Angleterre.

#### Après-guerre
Après la libération de la France, la LICA est reconstituée en novembre 1944, mais une autre organisation, proche du Parti communiste, s'est formée dans la clandestinité, le Mouvement national contre le racisme.
La LICA axe d'abord son activité sur la solidarité envers les rescapés des camps de concentration et sur la fidélité à la mémoire des victimes de l'Holocauste.
En 1946, la LICA et le MNCR se rassemblent dans l'Alliance antiraciste, mais dès décembre 1948 se produit une scission qui aboutit à la création du MRAP en 1949, organisation soutenant inconditionnellement la fondation d'Israël et qui, dans les décennies suivantes, met l'accent sur le racisme anti-maghrébin puis l'islamophobie alors qu'une partie des membres de la LICA considérait le combat contre l'antisémitisme comme essentiel. La LICA avait pourtant plusieurs fois affiché avant guerre ses positions contre le racisme de la couleur en ouvrant largement ses tribunes et ses meetings aux députés antillais, guyanais et sénégalais.
Durant les années 1950 et 1960, la LICA fait campagne pour le soutien à Israël ; contre l'antisémitisme en URSS (procès des « blouses blanches », 1953) ou en Europe de l'Est (procès Slansky, 1952), mais elle intervient aussi contre la ségrégation raciale aux États-Unis et en Afrique du Sud. Pendant la guerre d'Algérie, elle soutient la politique suivie par le général de Gaulle à partir de 1959 (autodétermination).
Elle combat aussi le négationnisme qui apparaît dès les années 1950. En 1964, notamment, Bernard Lecache est assigné en justice par Paul Rassinier, pour l'avoir désigné comme « agent de l'Internationale nazie » dans Le Droit de vivre (janvier 1964). Le procès, jugé en octobre 1964, déboute Rassinier.

### Après Bernard Lecache
La loi antiraciste du 1er juillet 1972 permet à la LICA de se porter partie civile dans les procès relatifs à des actes racistes et de protester contre les crimes racistes.
Lors de son 33e congrès national, en 1979, la LICA annonce qu'elle devient la LICRA à l'initiative de l'avocat Robert Badinter. La déclaration et l'annonce sont de novembre 1979 mais seule la LICA Marseille change effectivement de nom en 1979. L'association-mère ne devient officiellement LICRA que le 24 janvier 1980. La mention du terme racisme était déjà effective avant-guerre et systématique peu après celle-ci. En mettant en harmonie son sigle et son intitulé, la Ligue rappelle ainsi sa volonté, toujours affirmée, de lutter contre toutes les formes de racisme, direct ou voilé, individuel ou collectif, et sa détermination à dénoncer la discrimination raciale en partant du principe fondamental qu’aucune raison politique, économique, sociale ou biologique ne peut expliquer ou justifier le racisme.
La lutte de la LICRA contre le néonazisme et les thèses négationnistes s'est manifestée notamment par le soutien au couple Serge et Beate Klarsfeld dans sa traque des anciens nazis, et dans le cadre du procès Barbie en 1987. On a parfois affirmé qu'à la fin des années 1980, la LICRA craignait d'être supplantée par SOS Racisme[réf. souhaitée] proche du Parti socialiste. Outre que cette affirmation mérite d'être étayée, il faut souligner qu'au début de 1984, les militants LICRA de beaucoup de comités en France ressentaient l'arrivée de SOS Racisme comme une action complémentaire et convergente, quel que soit ce que purent penser les responsables parisiens[réf. nécessaire]. L'association poursuit son combat en gardant son indépendance politique.
Depuis quelques années, la LICRA a intensifié son action internationale et œuvré pour une présence effective dans de nombreux pays. C’est ainsi qu’elle est désormais implantée en Suisse, en Belgique. En mars 2001, la Ligue a pris pied en Autriche[réf. souhaitée].
Une section existe également à Barcelone depuis 2014.
Depuis 1999, et sous l’impulsion de Patrick Gaubert, la LICRA élargit son champ d’action. Aux thèmes traditionnels antiracistes s’en ajoutent désormais d’autres, pour tenter de répondre aux préoccupations de la société nouvelle : la discrimination au travail, la citoyenneté, les jeunes des milieux défavorisés, etc. C’est ainsi que, les 22 et 23 janvier 2000, la convention nationale de la LICRA, à Bordeaux, a consacré ses travaux au thème de la citoyenneté[réf. nécessaire]. Pour le quotidien Le Monde en revanche, la LICRA sous la présidence de Patrick Gaubert se focalise sur la lutte contre l'antisémitisme, ce qui aurait d'autant plus réduit son influence médiatique que son président finit par se rapprocher de l'UMP en se présentant à des scrutins électoraux.
Dans l'affaire judiciaire LICRA contre Yahoo!, la LICRA tente de faire condamner l'entreprise Yahoo! pour son secteur de vente en ligne, en ce qui concerne des objets en relation avec l'antisémitisme[réf. souhaitée].
La LICRA milite pour une plus forte régulation des réseaux sociaux, dont notamment la levée de l’anonymat.

## Personnalités

### Présidents
- Bernard Lecache : 1927-1968
- Jean Pierre-Bloch : 1968-1993
- Pierre Aidenbaum : 1993-1999
- Patrick Gaubert : 1999-2010
- Alain Jakubowicz : 2010-2017
- Mario Stasi : à partir de 2017[14]

### Membres d'honneur en vie ou décédés
Alain Bauer, Alain Juppé, Alain Poher, Albert Einstein, Albert Memmi, André Malraux, André Bergeron, André et Simone Schwarz-Bart, Axel Kahn, Beate Klarsfeld et Serge Klarsfeld, Bernard-Henri Lévy, Bernard Kouchner, Bernard Lecache, Bernard Stasi, Bertrand Delanoë, Bertrand Poirot-Delpech, Bertrand Tavernier, Costa-Gavras, Edouard Beneš, Édouard Herriot, Édouard Philippe, Elie Wiesel, Enrico Macias, Étienne Trocmé, Étienne Wolff, François Bayrou, Fred Zeller, Fodé Sylla, François de Fontette, François Jacob, François Léotard, Gaston Monnerville, Georges Charpak, Gilbert Trigano, Gilberte Brossolette, Harry Belafonte, Jack Lang, Jacques Chaban-Delmas, Jacques Chirac, Jacques Delors, Jean-Denis Bredin, Jean Ferniot, Jean Pierre-Bloch, Joël Le Tac, Joséphine Baker, Joseph Kessel, Laurent Fabius, Léon Blum, Léon Jouhaux, Léon Lévy, Lionel Jospin, Marek Halter, Manuel Valls, comtesse de Noailles, Maurice Plantier, Philippe Séguin, Pierre-Gilles de Gennes, Pierre Perret, abbé René de Naurois, René Frydman, Rita Thalmann, Mgr Etchegaray, Roger Fauroux, Romain Rolland, Samuel Pisar, Séverine, Simone Veil, Tomáš Masaryk.

#### Démission
En janvier 2017, Alain Finkielkraut, en réaction au procès de Georges Bensoussan dans lequel la Licra s'est constituée partie civile, annonce son départ du comité d’honneur de la Licra.

## LICRA actuelle

### Objectifs
La LICRA combat tout d'abord le racisme au quotidien et la banalisation des actes xénophobes, en apportant une aide juridique aux victimes, souvent mal informées de leurs droits. Elle est très attentive aux propos racistes ou antisémites tenus dans la presse, à la télévision et à la radio. Elle dit ne pas vouloir entraver la liberté de la presse, mais traquer et corriger publiquement les incitations à la haine et à la discrimination. Elle veille aussi à attaquer systématiquement toutes les publications négationnistes, en réclamant le retrait de l'ouvrage. De plus, elle poursuit les sites ayant des contenus racistes ou antisémites, et incite les hébergeurs à plus de responsabilité et de vigilance. Finalement, elle veille à attaquer les propos xénophobes contenus dans certains discours politiques. Les condamnations qu'elle a déjà obtenues sont la preuve que de telles déclarations sont des délits.
La LICRA agit sur le terrain à l'aide de ses bénévoles actifs dans toutes les régions de France. Le programme des actions sur le terrain est voté par neuf commissions (Mémoire historique, Juridique, Éducation, Culture, Sport, Europe, Intégration, Citoyenneté, LICRA Jeunes). Depuis 1932, le journal Droit de Vivre est un support essentiel aux valeurs et aux engagements de la LICRA. Distribué à l'ensemble des membres, c'est un outil privilégié de communication interne et externe. À travers ses lignes, il fait transparaître la vie de l'association tant au niveau local qu'international. En effet, si les grandes décisions et les prises de position du bureau national font partie des informations véhiculées par le journal, la place consacrée à la vie des sections et aux initiatives locales est importante. En fonction de l'actualité, il ouvre ses colonnes à des personnalités extérieures.

### Organisation et activités

#### Commissions
- La commission de soutien psychologique aux personnes victimes de racisme et d'antisémitisme a pour rôle d'apporter une aide aux personnes déstabilisées par des agressions racistes ou antisémites.
- La commission juridique examine et décide, le cas échéant de poursuivre devant les tribunaux les paroles et/ou écrits racistes et/ou antisémites en application de la loi 1881 sur la presse. Elle envisage éventuellement d’accompagner en justice les personnes victimes de discriminations particulièrement graves.
- La commission Jeunes a été réactivée à la suite du premier tour de la présidentielle du 21 avril 2002, afin de toucher le public jeune qui fait habituellement défaut à la LICRA, au travers d’actions spécifiques au niveau local et national.
Cette commission réunit des militants âgés de 16 à 30 ans.
- La commission Mémoire, Histoire et Droits de l'Homme, créée en 1986, est une instance d'information et de formation ouverte à tous les membres de la LICRA. Son action préventive comporte trois axes principaux :
  - l’information et la formation historique des adhérents ;
  - l’expertise d’ouvrages, films, vidéos relatives au racisme et l’antisémitisme ;
  - la diffusion des connaissances historiques à l’intention des enseignants, des élèves et de différents publics concernés.
- La commission Sport veille à ce que le sport reste un vecteur d'intégration et non d'exclusion. Elle mène un travail de prévention quotidien face aux problèmes de racisme et de violence par et dans le sport. Elle organise régulièrement des colloques pour sensibiliser et former les différents acteurs du sport, de l’enseignement et de la sécurité. Elle lutte contre l’utilisation par les extrémistes du vecteur sport comme moyen d’infiltration et de recrutement et reste vigilante face aux dangers du communautarisme. En Europe, la LICRA est l’association nationale française déléguée de Football Against Racism in Europe (FARE), le réseau d’associations anti-racistes partenaire de l’UEFA.
- La commission Éducation dirigée par Jean-Paul Grasset, mène des actions de sensibilisation des jeunes aux valeurs républicaines, et de formation des militants.

#### Implantation internationale
La LICRA a des antennes à Genève (Suisse), Barcelone (Espagne), Bruxelles (Belgique), New York (États-Unis), en Autriche, au Cameroun et en Tunisie.

#### Communication et publications
- Depuis 1932 la LICRA publie un journal intitulé Le Droit de Vivre, authentique organe de combat où s’expriment les différentes personnalités membres.
- En 2001, la LICRA lance une campagne contre les discriminations au quotidien, avec une signature forte : « Stoppons l’apartheid en France ».
Plus récemment deux clips vidéos ont aussi été tournés dans le cadre d'une campagne contre le racisme dans les stades.
- En 2012, La LICRA et SOS racisme publient une lettre ouverte aux Strasbourgeois : Dieudonné M'Bala M'Bala se produira à Strasbourg le 12 juin[17].
- En 2013, la LICRA publie une lettre ouverte adressée à la garde des Sceaux, ministre de la Justice Christiane Taubira[18] en lui proposant de "faire connaître" son opinion concernant le mot religieusement prononcé au cours du serment des magistrats dans la formule suivante : « Je jure de bien et fidèlement remplir mes fonctions, de garder religieusement le secret des délibérations et de me conduire en tout comme un digne et loyal magistrat ». Ce mot étant (dans cette lettre) saisi dans son acception première.
- Le 9 septembre 2013, Alain Jakubowicz dans une lettre adressée au nom de la LICRA à Manuel Valls et à la suite de la diffusion d'une photo montrant deux chasseurs alpins français réalisant le geste de la quenelle devant une synagogue, écrit : « Ces clichés montrent ces deux militaires réalisant le geste de la quenelle, signe de ralliement à Dieudonné et correspondant au salut nazi inversé signifiant la sodomisation [sic] des victimes de la Shoah. »[19],[20]. En réponse à ces propos, l'humoriste Dieudonné qui soutient que « la quenelle n’est en rien un geste antisémite, mais un bras d’honneur réalisé avec le bras détendu »[19], dépose, le 13 décembre 2013, une plainte en diffamation contre "X"[19],[20]. Il perd ce procès le 13 mai 2016, les juges ayant indiqué que le geste de la quenelle a pu « être interprété sans ambiguïté comme ayant une portée antisémite et être, parfois, poursuivi et condamné comme tel »[21].

#### Subventions de l'État
La LICRA est subventionnée par l'État, à hauteur d'environ 500 000 euros par an, dont, selon les chiffres de 2011, 289 500 euros provenant directement de différents ministères.
En 2013, elle revendique 4 000 adhérents.
En 2023, elle est citée parmi les 17 associations qui ont bénéficié du fonds Marianne lancé par Marlène Schiappa après la décapitation de Samuel Paty. L'association a bénéficié d'une subvention de 95 000 euros.

### Événements récents

#### Procès contre Daniel Mermet (2002)
En 2002, elle a intenté, aux côtés de l'UEJF et d'Avocats sans frontières, un procès contre Daniel Mermet, journaliste à France Inter, pour avoir diffusé des propos d'auditeurs concernant le conflit israélo-palestinien, l'accusant d'« incitation à la haine raciale ».
Reporters sans frontières a alors dénoncé des « pressions croissantes exercées sur les journalistes critiquant la politique d'Ariel Sharon », tandis que la Cour d'appel a débouté Avocats Sans Frontières en 2006, distinguant la responsabilité du journaliste de celle des auditeurs.

#### Mission de médiation (2006)
Le 4 novembre 2006 Patrick Gaubert a accepté une mission de médiation à la demande de Nicolas Sarkozy, alors ministre de l'Intérieur, concernant l'affaire des expulsés de Cachan. Cette mission fut menée avec Dominique Sopo, président de SOS Racisme. Selon le ministère de l'Intérieur et les explications de son porte-parole Claude Guéant, cette mission aurait débuté plusieurs jours avant l'annonce faite à la presse.

#### Procès pour racisme antiblanc (2012)
Un homme de 28 ans, jugé pour des violences commises en 2010 dans le métro parisien et pour avoir insulté la victime en criant « sale Blanc, sale Français », avec la circonstance aggravante de « racisme », risque cinq ans de prison et 75 000 € d'amende.
Pour la première fois dans ce type d'affaires, une association antiraciste, la LICRA, est partie civile. Elle entend consacrer son congrès annuel de mars 2013 à ce thème. Alors que Patrick Gaubert avait centré son action contre l'antisémitisme, le nouveau président Alain Jakubowicz entend sortir de cette thématique restrictive.

#### Affaire Dieudonné (2013)
Le 9 septembre 2013, dans une lettre adressée à Manuel Valls au nom de la Licra et à la suite de la diffusion d'une photo montrant deux chasseurs alpins français réalisant le geste de la quenelle devant une synagogue,  Alain Jakubowicz écrit : « Ces clichés montrent ces deux militaires réalisant le geste de la quenelle, signe de ralliement à Dieudonné et correspondant au salut nazi inversé signifiant la sodomisation des victimes de la Shoah »,,. En réponse à ces propos, le polémiste Dieudonné, qui soutient que « la quenelle n’est en rien un geste antisémite, mais un bras d’honneur réalisé avec le bras détendu », dépose le 13 décembre 2013 une plainte en diffamation contre « X »,,. Il perd ce procès le 13 mai 2016, les juges ayant indiqué que le geste de la quenelle a pu « être interprété sans ambiguïté comme ayant une portée antisémite et être, parfois, poursuivi et condamné comme tel ».

#### Positionnement sur la non-mixité raciale (2017)
La LICRA dénonce la non-mixité raciale, la considérant comme étant « un scandale ». Elle affirme que « le mot « racisé » est une résurgence raciste qui vise à assigner à des groupes une identité victimaire » et la considère comme étant « digne d’une exposition coloniale ».
Elle a aussi « salué l'initiative » du ministre de l'éducation nationale Jean-Michel Blanquer lorsque celui-ci a exprimé son intention de porter plainte en diffamation liée à l'utilisation du terme « Racisme d’État » par le syndicat Union syndicale Solidaires.

## Accusations de communautarisme
La Croix écrit que tous les présidents de la LICRA jusque 2017 sont issus de la communauté juive. La LICRA est ainsi accusée 
d'« être trop inféodée à la communauté juive » Pour son accession à la présidence de l'association, Mario Stasi, catholique, ex-militant UDF/MoDem, est soutenu par « son ami Patrick Klugman, ancien président de l’Union des étudiants juifs de France (UEJF) ».

## Opposition à LFI et la cause palestinienne
La LICRA considère  par la voix de son président Mario Stasi, que « les universités ne devraient pas ouvrir leurs portes » à Judith Butler, Thomas Portes, Jean-Luc Mélenchon et Rima Hassan « qui tiennent des discours revenant à stigmatiser les étudiants juifs ». La LICRA a aussi comparé David Guiraud à Paul Ferdonnet, surnommé le « traître de Stuttgart » quand le député de La France insoumise a évoqué une histoire inexacte « s’appuyant sur les dires de secouristes israélien..., autour d’un bébé israélien possiblement tué dans un four ». La LICRA déclare que Rima Hassan « ne contribue en rien à une recherche de la paix ». L'association annonce en conséquence la fin d'un partenariat avec la Grande mosquée de Paris à la suite de l'accueil en son sein de Rima Hassan. La LICRA déplore également la réaction de la Grande mosquée de Paris — à la suite de la revendication de Philippe Val d'être « islamophobe » — et leur intention de porter plainte contre ce dernier. L'AFP rapporte que la LICRA a commenté « avec stupeur » cette décision car « la critique des idées, des opinions et des croyances » est « garantie par les principes républicains ».
La LICRA par le truchement de son président Mario Stasi, avocat pénaliste, est aussi à « l'origine de signalements au procureur de la République visant Mathilde Panot et Rima Hassan pour « apologie du terrorisme » ». La procédure a été finalement classée sans suite. L'association qualifie LFI de « parti antisémite » à Nîmes. La LICRA appelle à faire barrage à LFI lors des législatives 2024 à Nîmes.

## Controverses
Pascal Boniface reproche à la LICRA d'avoir édité en 2014 un livre qui, selon lui, « choisit de privilégier la défense d’Israël à la lutte contre le racisme et l’antisémitisme ».
En novembre 2016, son président, Alain Jakubowicz, fait l'objet d'une polémique sur Twitter après avoir qualifié l'islamophobie d'« imposture » à combattre. Il dénonce ainsi ce terme comme « une arme contre la laïcité destinée à protéger un dogme religieux » ainsi qu'un « détournement de la lutte contre le racisme antimusulman », concept qu'il estime « plus juste sur le plan sémantique ».
En 2016, la LICRA admet dans son bureau exécutif Mohamed Sifaoui, journaliste et réalisateur qui a, selon 20 Minutes, multiplié les « tweets injurieux » et les « piques contre ceux qui sont jugés comme des opposants à [son] interprétation de la loi de 1905 », et tient des propos qualifiés d'« ouvertement racistes » par le journal L'Humanité.
La participation de la LICRA en tant que partie civile au procès de Georges Bensoussan en 2017, incomprise par une partie des militants, provoque des réactions qui conduisent à la fin de la présidence d'Alain Jakubowicz, remplacé par Mario Stasi.
Un mois après son investiture à la présidence de l'association, Mario Stasi signe une tribune demandant « aux autorités théologiques musulmanes de frapper « d’obsolescence » les versets du Coran qui appellent au meurtre des juifs ». Des personnalités réagissent et dénoncent « cette façon de réduire l’antisémitisme à la seule composante islamique ».
« On ne peut pas sérieusement demander à nos concitoyens musulmans de ”nettoyer” leur livre saint », leur répondent d’autres personnalités qui critiquent  Mario Stasi.
En février 2018, la LICRA publie sur son compte Twitter une image représentant une femme voilée indiquant à un terroriste vouloir retourner en France. Ce dessin fait référence à l'affaire Mennel et provoque la réaction d'internautes dénonçant un amalgame entre islam et terrorisme ainsi que celle du député LREM Aurélien Taché qui répond à la LICRA « […] reprenez-vous ».
Certaines sections locales ont été également mises en cause, notamment concernant leur manque d'indépendance ainsi que la nature et la forme de leurs engagements. La fédération de Besançon/Franche-Comté a par exemple été épinglée pour ses accointances avec La République en marche, ou encore les propos tenus lors de plusieurs de ses conférences assumant « le rapprochement de la peur de l’islam avec l’arachnophobie, l’intégration du racisme antiblanc au même titre que les autres discriminations, ou le parallèle entre signes religieux tels que le voile et exhibition d’un drapeau du Front national »,,.

#### Ouvrages proches de la LICRA
- Patrick Gaubert, Combattre l'obscurantisme, 2007.
- Richard Séréro et Philippe Benassaya (dir.), 1905-2005 Un siècle de liberté et de respect, LICRA, 2005 [ouvrage sur l'histoire de la laïcité en France].
- Jean-Pierre Allali et Richard Séréro, Contre le racisme, les combats de la LICRA, 2002.
- Jean-Pierre Allali et Haim Musicant, Des hommes libres : histoires extraordinaires de l'histoire de la LICRA, Paris, Bibliophane, 1987,  (ISBN 2-86970-006-7).
- Emmanuel Debono, « Les origines de la Ligue internationale contre le racisme et l'antisémitisme (LICRA) », Histoire@Politique, no 2,‎ 2007, p. 8 (lire en ligne).

#### Ouvrages universitaires
- Simon Epstein, Un paradoxe français : antiracistes dans la Collaboration, antisémites dans la Résistance, Paris, Éditions Albin Michel, coll. « Histoire », 2008, 622 p. (ISBN 978-2-226-17915-9, OCLC 876574235, présentation en ligne).
- Emmanuel Debono (préf. Serge Berstein), Aux origines de l'antiracisme : la LICA, 1927–1940, Paris, CNRS Éditions, 2012, 501 p. (ISBN 978-2-271-07295-5, présentation en ligne).

#### Thèses ou mémoires
- Emmanuel Debono, La Ligue internationale contre l'antisémitisme (1927–1940) La naissance d'un militantisme antiraciste, thèse de doctorat d'histoire, IEP de Paris, 2010 (dactylographié ; disponible : Université Paris 1-CHS ; Fondation des Sciences politiques).
- Emmanuel Debono, Militer contre l'antisémitisme en France dans les années 1930 : l'exemple de la Ligue internationale contre l'antisémitisme, 1927–1940, mémoire de DEA, IEP de Paris, 2000 (idem).